# Charles de Chambes

Herb rodziny de Chambes

Charles de Chambes (ur. 28 listopada 1549, zm. 1621) – hrabia Montsoreau, szambelan i wielki łowczy Franciszka d’Alençon, brata królewskiego.

## Życiorys
Został członkiem zwyczajnym dworu Monseigneur, brata królewskiego, jego szambelanem i wielkim łowczym, baronem  Pontchâteau, a w 1568 roku kawalerem orderu świętego Michała; brał udział w oblężeniu La Rochelle w 1573.
Służba u księcia d’Alençon zmuszała go do przebywania w Paryżu, gdzie 10 stycznia 1576 poślubił Françoise de Maridor, protestantkę z pochodzenia, wdowę po Jehanie de Coësmes, która była damą dworu królowej matki w latach 1576 – 1577. Pod nieobecność męża, mieszkała na zamku la Coutancière blisko Saumur, albo na zamku Montsoreau.
W 1579 kochankiem żony hrabiego został Bussy d’Amboise, faworyt księcia Franciszka d’Alençon. W wyniku sprzeczki, Franciszek zdradził swego wieloletniego przyjaciela przed Henrykiem III pokazując mu list, w którym Bussy przechwalał się swoją niedawną zdobyczą. Król usłużnie przekazał tę wiadomość zdradzonemu mężowi, który stanął nad żoną ze sztyletem w dłoni, grożąc, że poderżnie jej gardło, jeśli nie pomoże mu w zemście nad gachem. zaszantażowana Françoise de Maridor, wysłała do de Bussy’ego liścik zapraszający go na schadzkę w zamku de La Coutancière. 19 sierpnia 1579 roku wieczorem Bussy zginął w zasadzce zastawionej przez hrabiego Montsoreau.
W 1585, został mianowany członkiem Rady Stanu i otrzymał opactwo Saint-Georges w pobliżu Angers. W 1587, został ranny pod Coutras i uwięziony. 5 czerwca 1589, otrzymał 4 200 écus i towarzyszył księciu Montpensier jako marszałek polowy w wyprawie do Bretanii, mającej na celu stłumienie rozruchów. W 1592,brał udział w bitwie pod Craon w armii księcia Mercœur. W 1596, brał udział w oblężeniu Tigné. W 1619, w wieku 70 lat, przyjmował w Angers królową Marię Medycejską na czele delegacji szlachty andegaweńskiej.

## Postać literacka
Charles de Chambes pojawia się jako Monsorrell, w Masakrze w Paryżu (1593) Christophera Marlowe’a. Kilkanaście lat później staje się jedną z głównych postaci innej angielskiej tragedii Bussy’ego d'Ambois (1607) George’a Chapmana. Jako zdradzony mąż (Montsurry) za namową księcia d’Alençon i Gwizjusza, poddaje z zazdrości torturom swą żonę, by zmusić ją do napisania listu, który zwabi w pułapkę kochanka. Na czele swoich ludzi zabija Bussy’ego i jedna się z żoną. Ponownie pojawia się u Chapmana w 1613 roku w Zemście Bussy’ego d’Amboise.
W powieści Alexandre’a Dumasa Pani de Monsoreau (1846) porywa swą przyszłą żonę, nazywaną przez pisarza Dianą de Meridor, więzi ją i poślubia w sekrecie. Ostatecznie zaś ginie w zasadzce zastawionej w porozumieniu z księciem d’Alençon na kochanka żony, z jego ręki.